# Клаус Манн
Кла́ус Манн (нім. Klaus Mann; 18 листопада 1906, Мюнхен — 21 травня 1949, Канни) — німецький письменник, старший син Томаса Манна. Писав німецькою та англійською мовами.

## Біографія
Клаус Манн народився 18 листопада 1906 року в Мюнхені в родині Томаса і Каті Манн. Про свою сім'ю він говорив як про «проблемне щастя». До 1922 року він навчався в гімназії Вільгельма (Мюнхен); за його власними словами, він зневажав і ненавидів школу. Удома він нерідко засмучував батька своїми витівками. Батьки віддали сина, а потім і дочку Еріку на виховання в приватний інтернат у Хохвальдхаузені. Коли інтернат закрили, Еріка повернулася до Мюнхена, а Клаус перейшов у приватну школу в Залем. Там він справив враження самовдоволеного та не по роках розвиненого і здатного хлопчика. Йому порекомендували вільну школу педагога-реформатора Пауля Гехеба. Клаус навчався в школі Гехеба в Оберхамбасі з вересня 1922 по червень 1923, а потім кинув її за власним бажанням. Він був дуже вдячний як самій школі, так і її керівнику, але інші школи вирішив не відвідувати. У першій п'єсі Клауса Манна «Аня і Естер» відображена його життя в приватних школах-інтернатах.

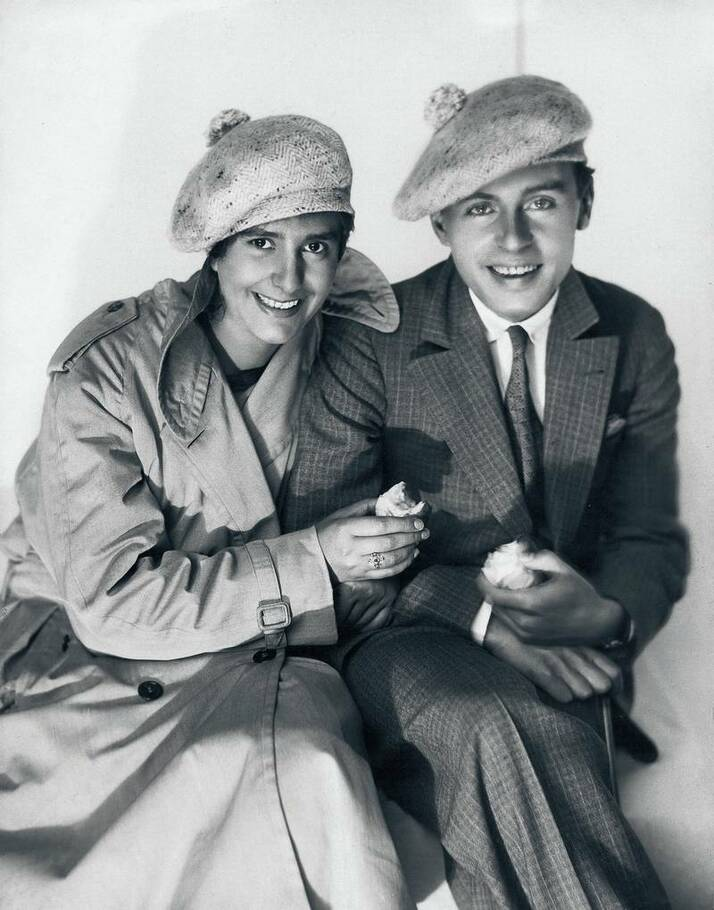
Клаус Манн (праворуч) зі своєю сестрою Ерікою у 1927 році

Залишивши школу, Клаус Манн вирушив зі своєю сестрою Ерікою до Берліна; так почалося його життя в готелях, пансіонах або у друзів.
Через чутки про гомосексуальність Клаус Манн нерідко піддавався нападкам, але в 1924 році він був заручений з актрисою Памелою Ведекінд, дочкою Франка Ведекінда.
Навесні 1925 року він подорожував Європою і закохався в Париж. З 18 років він працював критиком у газеті «12-Uhr-Blatt» у Берліні.

### Перші успіхи
Короткі оповідання Клаус Манн почав писати в 1924, а вже в наступному році його перше оповідання було опубліковано.
У 1925 році в Гамбурзі була поставлена його п'єса «Аня і Естер» за участю Памели Ведекінд, Еріки Манн і Густафа Грюндгенса. П'єса викликала скандал, оскільки в ній описувалася історія двох лесбійок. 24 липня 1926 року Еріка Манн вийшла заміж за Грюндгенса. У 1927 році в лейпцизькому театрі відбулася прем'єра п'єси «Ревю чотирьох», в якій грали обидві закохані пари; з цим спектаклем вони гастролювали по Німеччині.
Дія першого роману Манна «Благочестивий танець, пригодницька книга юнака» (1926) відкрито розгортається в гомосексуальному середовищі Берліна.
Разом із сестрою Ерікою Клаус в 1927 році подався у багатомісячну подорож до США, Японії, Кореї та СРСР; записки про їхні пригоди в 1929 році було опубліковано під назвою «Навколо». Завдяки всесвітній популярності батька, йому та його друзям усюди були раді. Гроші вони заробляли лекціями або отримували від батьків, але після повернення з подорожі загрузли у боргах. У 1929 році Томас Манн отримав Нобелівську премію і розплатився за боргами своїх дітей.

### Еміграція і смерть
Після приходу нацистів до влади в Німеччині в лютому 1933 року, Клаус Манн разом з батьками покинув країну. Жив спочатку в Парижі, потім в Амстердамі.
Він був присутній на I з'їзді письменників СРСР (липень 1934), був військовим кореспондентом у Іспанії. У 1936 році він емігрував до Сполучених Штатів і в 1943 році отримав американське громадянство. У роки Другої світової війни служив в американській армії, воював у Північній Африці і в Італії.
Клаус Манн помер у Каннах в 1949 році від передозування снодійним — покінчив життя самогубством. Похований на кладовищі Гран-Жас.

## Особисте життя
Як і його батько, брат та сестра, Клаус Манн мав гомосексуальні нахили.
У 1933 році Клаус Манн познайомився з Жульєном Гріном, французьким письменником, американського походження. Грін намагався раціоналізувати свої гомосексуальні схильності в контексті релігії. Текст, опублікований Гріном, вказував на спільну сексуальну поведінку з перевагою до неповнолітніх чоловіків. Однак, судячи з гомосексуальних стосунків, які Клаус пережив протягом свого життя, він був схильний шукати зв'язку з чоловіками свого віку або старшими.

## Творчість
Найвідомішим романом Клауса Манна є «Мефістофель. Історія однієї кар'єри», написаний в 1936 і в тому ж році виданий спочатку в Амстердамі, потім в Москві. Роман оповідає про життя Хендріка Хефгена, процвітаючого актора, режисера і інтенданта столичного театру. Хендрік Хефген зраджує свій талант заради кар'єри, положення і грошей. Ставши на шлях компромісів зі своєю совістю, Хефген стає співучасником злочинів фашистського режиму. «Мефістофель» — роман про взаємини влади і творчої особистості.
Прототипом головного героя Клаусу Манну послужив його зять, актор і режисер Густаф Грюндгенс, який відмовився емігрувати з Німеччини разом із сімейством Маннів. Оскільки далеко не все у «Мефістофелі» відповідало дійсності, на підставі скарги названого сина Грюндгенса Петера Горскі в 1971 році роман за рішенням суду було заборонено, бо ображав честь і гідність його батька. Заборона діяла тільки на території ФРН; в НДР роман видано у 1956 році. У 1981 році угорським режисером Іштваном Сабо був знятий фільм «Мефісто») за романом Клауса Манна. Хендріка Хефгена зіграв Клаус Марія Брандауер. У 1981 році, в обхід заборони, роман був виданий і в Західній Німеччині.
Перу Клауса Манна належать такі романи, як «Патетична симфонія», присвячена життю П. І. Чайковського, а також «Втеча на північ» і «Вулкан», що розповідають про німецьких біженців 30-х років.